# Корейцы в Китае
Корейцы являются одним из 56 официально признанных народов Китая. Численность корейцев-граждан КНР — 1.923.842 чел. (2000 г., перепись). Ещё около 0,5 млн человек имеют частично корейское происхождение или же являются иностранными гражданами. Традиционный регион компактного проживания корейцев в КНР — Яньбянь-Корейский автономный округ на северо-востоке страны, граничащий с КНДР и с территорией Приморского края РФ. По переписи 2000 г. в округе проживало 854 тыс. корейцев, составляющих 34 % всех корейцев КНР.

## История
| Национальный состав Яньбяня, 2000 г. | Национальный состав Яньбяня, 2000 г. | Национальный состав Яньбяня, 2000 г. | Национальный состав Яньбяня, 2000 г. | Национальный состав Яньбяня, 2000 г. |
| ------------------------------------ | ------------------------------------ | ------------------------------------ | ------------------------------------ | ------------------------------------ |
| ханьцы                               |                                      |                                      | 60.3 %                               |                                      |
| корейцы                              |                                      |                                      | 36.3 %                               |                                      |
| маньчжуры                            |                                      |                                      | 2.0 %                                |                                      |
| другие (монголы, дунгане)            |                                      |                                      | 1.4 %                                |                                      |

Значительная часть местных корейцев — потомки беженцев и переселенцев из Кореи эпохи японского колониального правления 1910—1945 гг. (включая переселенцев в Маньчжоу-го)
В 1949 г. в КНР находилось не менее 1,5 млн корейцев. Около 60 % из них (в основном это были корейцы 2—3 поколения), предпочли принять гражданство КНР и после окончании Корейской войны. В 1952 корейцы северо-востока страны получили свою автономию. В местах компактного проживания корейцев появились корейские школы, газеты, журналы, радио и телепередачи. Однако со временем, доля корейцев в автономии сократилась с 60,2 % в 1953 до 36,3 % в 2000 г. в результате их частичной ассимиляции китайцами и интенсивной китайской иммиграции в край в 1960-х и 1970-х годах. В 2000 г. в крае проживали 854 тыс. этнических корейцев, около трети от всех людей корейского происхождения в КНР. В 2000—2010 годах численность корейцев в КНР сильно сократилась, что вероятно связано с их миграцией в Южную Корею.
В состав корейцев Китая не включены беженцы из Северной Кореи (при обнаружении их депортируют).

## Динамика численности корейцев в Китае (по данным всекитайских переписей населения)
- 1953 год — 1111,27 тыс. чел.[1]
- 1964 год — 1339,56 тыс. чел.[1]
- 1982 год — 1765,20 тыс. чел.[1]
- 1990 год — 1923,36 тыс. чел.[1]
- 2000 год — 1923,84 тыс. чел.[1]
- 2010 год — 1830,92 тыс. чел.[1]